# Radio Nuova Vomero
Radio Nuova Vomero è una delle emittenti radio più antiche di Napoli.
Il primo segnale audio è stato trasmesso nel 1976 e trasmette principalmente musica classica napoletana e neomelodica. È stata la prima emittente di musica napoletana a trasmettere contemporaneamente sulla frequenza locale FM 89.800 e on line.
Il suo scopo è la diffusione della cultura e della musica napoletana.
Il primo febbraio 2017 cede la sua frequenza al network RDS.